# Berit Mørdre Lammedal
Berit Mørdre Lammedal (Nes, 1940. április 16. – 2016. augusztus 23.) olimpiai aranyérmes norvég sífutó.

## Pályafutása
Az 1966-os oslói világbajnokságon ezüstérmes volt 3 × 5 km-es váltóban.
Az 1968-as Grenoble-i téli olimpián aranyérmet nyert 3 × 5 km-es váltóban és ezüstérmet szerzett a 10 km-es versenyben. Az 1972-es szapporói téli olimpián bronzérmes lett 3 × 5 km-es váltóban.

## Sikerei, díjai
- Olimpiai játékok
  - aranyérmes: 1968, Grenoble – 3 × 5 km, váltó
  - ezüstérmes: 1968, Grenoble – 10 km
  - bronzérmes: 1972, Szapporo – 3 × 5 km, váltó
- Világbajnokság
  - ezüstérmes: 1966, Oslo – 3 × 5 km, váltó